# 国連管理下のコソボ

コソボ
Kosova (アルバニア語)
Косово (セルビア語)

コソボの地図

国連管理下のコソボ（こくれんかんりかのコソボ、United Nations Administered Kosovo）は、1999年から2008年まで国際連合コソボ暫定行政ミッションが、コソボを統治していた期間のことである。
1999年6月10日に国際連合安全保障理事会決議1244の可決で始まり、2008年2月17日に行われたコソボ独立宣言によって事実上国連による統治は終了した。

## Local government

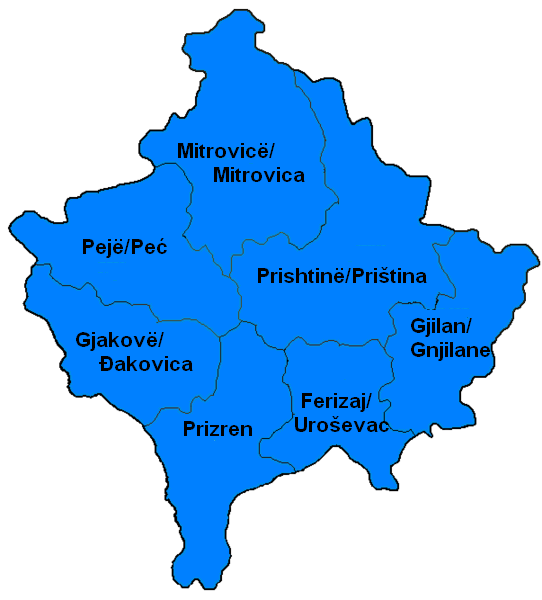
2008年のコソボの地区

Emblem of KFOR
Emblem of the Kosovo Protection Corps
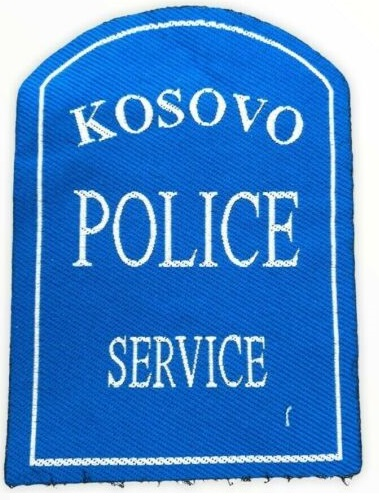
First emblem of the Kosovo Police Service
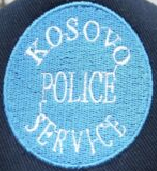
First cap badge of the Kosovo Police Service
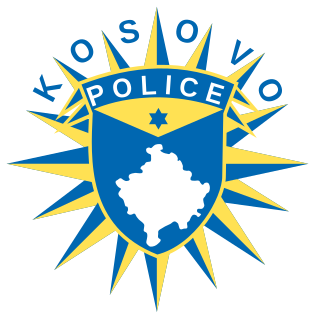
Second emblem of the Kosovo Police Service
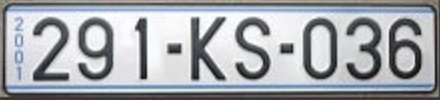
UNMIK issued vehicle registration plate

## スポーツ

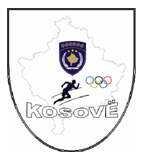
2008年以前に使用されたコソボオリンピック委員会のロゴ

## メディアとコミュニケーション

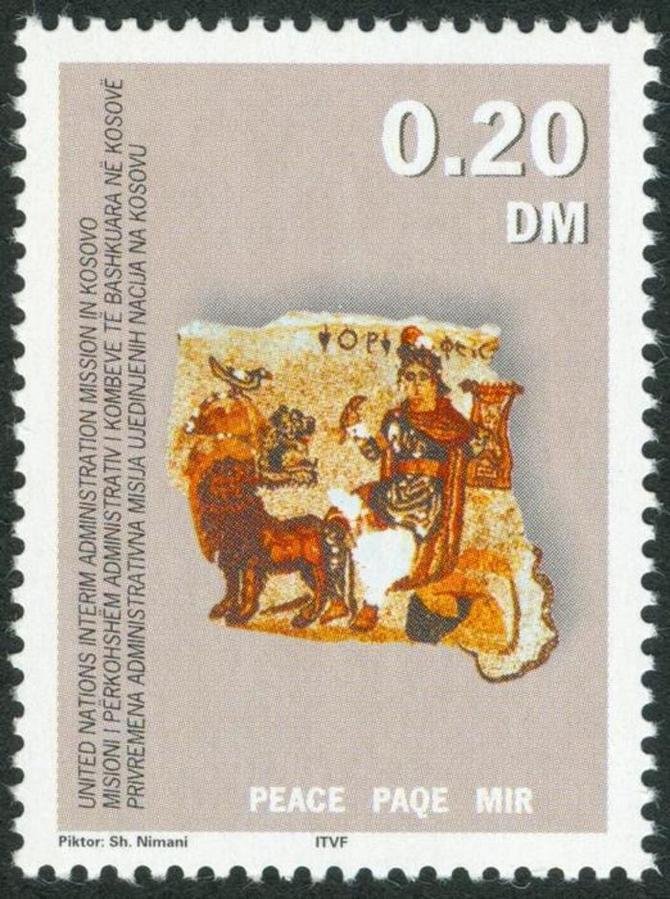
2000年にUNMIKが発行したコソボの郵便切手